# Liste des ducs de Schleswig-Holstein-Gottorp et des ducs de Holstein-Gottorp
En 1544, les duchés de Schleswig et de Holstein furent divisés entre les trois fils de Frédéric Ier de Danemark :
- Christian III de Danemark hérita du Schleswig d'où sont issus les ducs de Schleswig-Holstein-Sondebourg-Glücksbourg et leurs branches cadettes ;

- Frédéric de Schleswig-Holstein-Hadersleben hérita du Haderslesben ;

- Adolphe de Holstein-Gottorp hérita du Holstein avec le château de Gottorf.

## Ducs de Schleswig-Holstein-Gottorp
- 1544-1586  : Adolphe de Holstein-Gottorp

Armoiries du duché de Schleswig-Holstein-Gottorp.

- 1586-1587  : Frédéric II de Holstein-Gottorp
- 1587-1590  : Philippe de Holstein-Gottorp (conjointement avec son frère  Jean Adolphe de Holstein-Gottorp)
- 1587-1590 et 1590-1616 : Jean Adolphe de Holstein-Gottorp
- 1616-1659  : Frédéric III de Holstein-Gottorp
- 1659-1695  : Christian Albert de Holstein-Gottorp
- 1695-1702  : Frédéric IV de Holstein-Gottorp
- 1702-1713  : Charles Frédéric de Holstein-Gottorp

Après le traité de Frederickborg le 3 juillet 1720, le Danemark reçut le Schleswig occupé depuis 1713 par les troupes danoises.

## Ducs de Holstein-Gottorp
- 1713-1739 : Charles Frédéric de Holstein-Gottorp
- 1739-1762 : Pierre III de Russie
- 1762-1773 : Paul Ier de Russie

En 1773, à la demande du Danemark, le reste des terres du duché de Holstein  lui furent cédées. Paul Ier de Russie reçut en compensation les territoires d'Oldenbourg et de Delmenhorst qu'il transféra à un de ses parents. La famille ducale garda le titre.